# Nacionalitat
La nacionalitat, en el dret civil i polític, és la condició o l'estatus de pertinença o d'identitat legal amb una nació o estat i el conjunt de deures i drets que això comporta. En alguns sistemes polítics hom distingeix entre la nacionalitat i la ciutadania, i aquesta última gaudeix un estatus polític superior incloent-hi la participació sense cap tipus de restricció en els afers governamentals. En el sentit més estès, la nacionalitat, en el dret civil, és la constitució jurídica que s'atribueix als ciutadans o súbdits d'un estat, és a dir, la situació de l'individu per la subjecció o pertinença a un estat i a les seves lleis. Per nacionalitat també s'entén com el caràcter nacional; condició ètnica, solidaritat política, històrica i institucional que constitueix una nació.
La nacionalitat originària s'adquireix mitjançant el ius soli (dret de sòl) —és a dir, atribuïda a totes les persones que hagin nascut en territori nacional, sense importar la nacionalitat dels pares—el ius sanguinis (dret de sang), és a dir, atribuïda a totes les persones segons la nacionalitat del seu pare o mare, sense importar el territori on hagin nascut—o una combinació d'ambdues. La nacionalitat derivativa s'adquireix per opció o per carta de naturalització i es considera un canvi de la nacionalitat originària, i per tant, sovint s'atorga com a "nacionalitat no originària". En aquest cas, cada estat determina les condicions i els requeriments per al canvi de nacionalitat i la conservació o no de la nacionalitat originària, permetent o prohibint així la doble nacionalitat.
La relació de l'estat amb les persones que gaudeixen de la nacionalitat genera drets i obligacions mútues, com ara la prestació del servei militar o la declaració d'impostos. En l'àmbit del dret públic, la nacionalitat també representa un vincle polític mitjançant el qual l'individu gaudeix del dret de votar o ser elegit per un càrrec públic.

## Espanya
En algunes constitucions o estats, s'entén com a nacionalitat, una nació sense estat però amb algun tipus d'autonomia. Així, per exemple, a Espanya, la Constitució Espanyola de 1978, designa com a nacionalitat històrica tots aquells territoris històrics i geogràfics, sense especificar-los, amb una identitat especial, històrica i cultural, però sense donar-los categoria i drets de minoria nacional, tot i l'evidència en contra.